# Одрина Дмитро Антонович
Дмитро́ Анто́нович Одри́на (1892, село Телешівка Васильківського повіту Київської губернії, нині Рокитнянського району Київської області — 16 листопада 1919, Кам'янець-Подільський) — український політичний і державний діяч, лікар за фахом. Начальник санітарної управи Дієвої армії УНР.

## Біографія
За словами дружини лікаря, Олени Одрини, Дмитро був другим з восьми дітей. Під час навчання виявив непересічні здібності і вчитель поклопотав, аби йому надали можливість учитися в чотирикласній земській школі коштом земства (родина грошей для навчання не мала). Дмитро закінчив навчання на відмінно і земство (виборний орган місцевого самоврядування) надало йому стипендію, аби зміг закінчити Київську фельдшерську школу. Закінчив земське фельдшерське училище в Києві, у 1911 році зміг здати екстерном іспити за курс Жмеринської чоловічої гімназії і поступити до медичного факультету Київського університету Святого Володимира. У серпні 1914 року Дмитро Одрина побрався зі своєю однокурсницею Оленою Користенською. Закінчив медичний факультет Київського університету (1916 рік). В університеті став членом Української партії соціалістів-революціонерів. Керував санітарним потягом на фронті під час Першої світової війни, який курсував в районі Тернопіля і регулярно привозив до Кам'янця поранених.
Брав активну участь в українізації військових частин російської армії. На II Всеукраїнському військовому з'їзді 5-11 червня 1917 р. був обраний членом Українського Генерального Військового Комітету. З кінця липня 1917 р. — завідувач санітарно-медичного відділу, став заступником Симона Петлюри з військово-санітарних питань. Безпосередньо прилучився до створення українського відділення Міжнародного Червоного Хреста. У грудні 1917 року Одрина призначений головою Генерального військово-санітарного управління армії УНР. 31 грудня 1917 і Петлюра, і Одрина відправлені у відставку, опинилися в Гайдамацькому Коші Слобідської України, Петлюра — командиром, Одрина лікарем. У ніч на 27 липня 1918 Петлюра, М. Порш, Ю. Капкан, Одрина і багато інших заарештовані. З 4 грудня 1918 р. — начальник санітарної управи військ Директорії, згодом — Дієвої армії УНР. До санітарного управління на службу приймав людей, незалежно від їхніх політичних переконань — соціалістів, гетьманців, колишніх царських чиновників. Разом з Одриною працював голова Українського Червоного хреста й колишній гетьманський міністр юстиції Андрій В'язлов.
Був заступником голови Трудового конгресу 23 січня 1919 року, та делегатом від партії українських есерів. 
З червня 1919 р. — міністр народного здоров'я і опікування та заступник голови ради міністрів УНР. Начальник штабу 14-ї бригади армії УНР Карл Аріо про події літа — осені 1919 року: «Шпиталі що були в Жмеринці, цивільні й військові, були переповнені… Смертні випадки були так часті що про домовини і думати не було можна… І рятунку не було. Не було середників, способів, ліків, ані лікарів».
28-31 серпня 1919 в Кам'янці-Подільському міністр народного здоров'я і опікування Д. Одрина провів екстрений лікарський з'їзд, на якому зібралося 62 делегати, проте були відсутні військові лікарі з огляду на київський похід. З'їзд обговорив питання боротьби з пошестями, особливо холерою, розробив практичні протиепідемічні заходи. Констатував брак персоналу, перев'язочних засобів, недостатнє медико-санітарне та харчове постачання.
8 вересня 1919 року у Вінниці відбулася демократична нарада представників уряду УНР (Д. Одрина, П. Христюк, Н. Григоріїв, А. Степаненко) та соціалістичних партій — українських, єврейських, російських (меншовики), польських. Ухвалено рішення про об'єднання усіх демократичних сил навколо Директорії на допомогу їй у державницькій роботі, створення у Вінниці об'єднання організацій соціалістичної орієнтації.
Позаяк Антанта була союзницею білогвардійців, УНР підпала під торговельну блокаду, яка поширювалася і на ліки. 16 жовтня 1919 Директорія УНР звернулася з проханням про допомогу до Міжнародного Червоного хреста — той проігнорував прохання. Того самого дня голова УЧХ Андрій В'язлов помер від епідемічного висипного тифу в шпиталі Кам'янця-Подільського. До цього ж самого шпиталю 2 листопада потрапив і Дмитро Одрина. За спогадами очевидців міністр народного здоров'я працював на виснаження, намагаючись бодай якось поліпшити ситуацію. На своє здивування, і більшовики і білі, з подивом знаходили в українських шпиталях поруч з українськими пораненими одужуючих солдат і білої, і червоної, і польської армій. Міністр здоров'я до кінця лишився вірним клятві на вірність Україні і клятві Гіппократа.
«Був дуже вичерпаний і знесилений тією працею, що ніс так віддано на своїх плечах, працюючи по 16-18 годин денно. Лежачи тяжко хворим, увесь час викликав до себе урядовців і робив розпорядження. На 8-ий день захворювання було ясно, що він має тяжку форму плямистого тифу. Нічого не їв і часто тратив свідомість від високої горячки» — Олена Одрина. Помер він від епідемічного висипного тифу в Кам'янці-Подільському на руках у дружини. Олена Одрина: «Положення уряду в Кам'янці-Подільському було катастрофальне; він був оточений большевиками і мусів тікати, не гаючи часу. Тому уряд вирішив поховати д-ра Одрину якнайскорше. В 11 -ій год. ранку тіло його занесено до Собору, відправлено урочисто заупокійну літургію в присутністі Уряду і великої маси народу. Поховали його на Польських Фольварках (біля тюрми). В 5-ій год. вечора Уряд мусів вже виїхати з Кам'янця».
За рік Олена Одрина, яка залишилася в УРСР, поставила чоловікові пам'ятник, на якому був зроблений напис: «Не жив, а палав. Не вмер, а згас».

### Статті в енциклопедіях, довідниках
- Одрина Дмитро // Енциклопедія українознавства : Словникова частина : [в 11 т.] / Наукове товариство імені Шевченка ; гол. ред. проф., д-р Володимир Кубійович. — Париж — Нью-Йорк : Молоде життя, 1955—1995. — ISBN 5-7707-4049-3. — Т. 5. — С. 1829.
- Одрина Дмитро // Довідник з історії України. — 2-ге вид. — К., 2001. — С. 525.
- Українські лікарі. — Т. 1. — Львів, 1994. — С. 160.
- Осташко Т. С. Одрина Дмитро Антонович // Енциклопедія історії України. — К. : Наукова думка, 2010. — Т. 7. — С. 553—554.
- Тинченко Я. Ю. Офіцерський корпус Армії Української Народної Республіки (1917—1921). Книга I. — К. : Темпора, 2007. — ISBN 966-8201-26-4.

### Спогади
- Одрина Олена. Д-р Дмитро Одрина // Лікарський вісник: Журнал Українського лікарського товариства в Америці. — 1964. — Число 1 (32). — Січень. — С. 56—57.
- Мазепа Ісак. Україна в огні й бурі революції. 1917—1921. — К.: Темпора, 2003. — С. 85, 99, 103, 118, 165—167, 203, 227, 238, 239, 247, 251, 270, 272, 286, 295, 312, 536.

### Некрологи
- Дмитро Антонович Одрина (Некролог) // Трудова громада: Орган Кам'янецької організації Української партії соціалістів-революціонерів. — 1919. — № 110. — 19 листопада. — С. 1.
- Шраг М. Памяти погибших товаришів. Дмитро Одрина (1893—1919) // Борітеся — Поборете! — Випуск 4. — Відень, 1920. — С. 63—64.

### Дослідження; статті в журналах, збірниках, газетах
- О Булгакове, Петлюре, котах и китах, а также об украинском министре здравоохранения // Тинченко Ярослав. Белая гвардия Михаила Булгакова. — Киев — Львов, 1997. — С. 158—163. (рос.)
- Бойчак М. П. Дмитро Одрина — перший начальник військово-медичної служби Української армії і міністр народного здоров'я та опікування Української Народної Республіки (до 110-річчя від дня народження) // Вісник соціальної гігієни та організації охорони здоров'я України: Щоквартальний науково-практичний журнал. — № 1. — Київ — Тернопіль: Укрмедкнига, 2003. — С. 79—84.
- Дмитро Одрина // Завальнюк О. М., Комарніцький О. Б., Стецюк В. Б. Минуле і сучасне Кам'янця-Подільського: політики, військові, підприємці, діячі освіти, науки, культури й медицини: Історичні нариси. — Випуск 2. — Кам'янець-Подільський: Аксіома, 2007. — С. 112—117.
- Бевз Тетяна. Українські есери у пошуках компромісу між різними політичними силами доби Директорії // Наукові записки Інституту політичних і етнонаціональних досліджень. — 2009. — Випуск 43. — С. 162—189.
- Будзей Олег. Міністр, скошений грипом[2] у Кам'янці // Подолянин. — 2012. — 16 листопада. — С. 8.